# Basilan
Basilan – filipińska wyspa na morzu Sulu. Położona na południowy zachód od wyspy Mindanao. Stanowi główną część prowincji Basilan oraz część regionu IX Zamboanga Peninsula na północy wyspy.
Jest największą i najdalej na północ wysuniętą wyspą archipelagu Sulu znajdującego się pomiędzy wyspami Mindanao i Borneo.
Uprawa kauczukowca, palmy kokosowej, trzciny cukrowej, kawowca.
Powierzchnia 1234,2 km². Najwyższe wzniesienie 1020 m n.p.m. Główne miasto Isabela. Zaludnienie 259 796 mieszkańców, 210,5 osób/km².